# John Bonham
John Henry „Bonzo“ Bonham (31. května 1948, Redditch, Anglie – 25. září 1980, Clewer, Windsor, Anglie) byl britský bubeník a člen rockové kapely Led Zeppelin.
Byl proslulý výkonnou a rychlou pravou nohou, charakteristickým zvukem a citem pro rockovou hudbu.
Všeobecně je ostatními hudebníky a kritiky uznáván jako jeden z největších bubeníků v historii rockové hudby a jeden z nejdůležitějších a nejvlivnějších hudebníků své éry. Bonham je popsán v Encyclopædia Britannica jako "jedinečný příklad pro všechny hard-rockové bubeníky, kteří by jej měli následovat".
Bonham se dožil věku 32 let a zemřel 25. září 1980 na následky plicního edému způsobeného vdechnutím zvratků ve spánku. Po jeho smrti se zbývající členové rozhodli Led Zeppelin rozpustit, protože Bonhama považovali za nenahraditelného bubeníka.

## Životopis

### Mládí
Bonham se narodil 31. května 1948 v Redditch (Worcestershire, Anglie), Joan a Jackovi Bonhamovým.
Poprvé se učil hrát na bicí v pěti letech, když si sestavil bicí soupravu ze sudů a plechovek od kávy a napodoboval své idoly Gene Krupu a Buddy Riche. V deseti letech mu matka dala malý buben. První opravdovou bicí soupravu, Premier Percussion, dostal od otce když mu bylo patnáct. Bonham nikdy nechodil na hodiny hry na bicí, řídil se pouze radami ostatních bubeníků z Redditch. Když byl ještě ve škole, hrával příležitostně jako náhradník v kapelách jako Blue Star Trio, v letech 1962–63, a v roce 1963 s Gerry Levene & the Avengers.
Bonham navštěvoval Lodge Farm Secondary Modern School, kde mu jeho třídní učitel do hodnocení napsal "Jednou skončí buď jako popelář nebo jako milionář". Po opuštění školy v roce 1964 působil ve firmě svého otce jako tesařský učeň a bubnoval v různých místních kapelách. V roce 1964 se Bonham dostal do jeho první poloprofesionální skupiny, Terry Webb and the Spiders a v té samé době potkal svou budoucí manželku Pat Phillipsovou. Hrál též v dalších birminghamských skupinách jako The Nicky James Movement a The Senators, kteří v roce 1964 vydali nepříliš úspěšný singl "She's a Mod". Bonham se v té době začal věnovat bicím naplno. O dva roky později se přidal ke skupině A Way of Life, ale ta se brzy stala neaktivní. Ze zoufalství a nedostatku pravidelného příjmu se přidal k bluesové skupině Crawling King Snakes, jejímž sólovým zpěvákem byl mladý Robert Plant.
V roce 1967 vyzvali členové skupiny A Way of Life Bonhama k návratu a on souhlasil, ačkoliv byl v tomto období ve stálém kontaktu s Plantem. Když se Plant rozhodl založit skupinu Band of Joy, Bonham byl vybrán jako bubeník. Skupina vydala několik demo snímků, ale ani jedno album. V roce 1968 pořádal americký zpěvák Tim Rose turné po Velké Británii a pozval Band of Joy aby zahajovali jeho koncerty. Když se Rose vrátil po několika měsících na další turné, byl Bonham pozván, aby ve zpěvákově skupině bubnoval, což pro Bonhama bylo pravidelným zdrojem příjmů.

### Led Zeppelin
Po rozpadu skupiny The Yardbirds potkal kytarista Jimmy Page Roberta Planta, který mu navrhoval Bonhama. Bonham už Planta znal z práce na session, stejně tak jako John Paul Jonese. Pageho výběr bubeníka obsahoval typy jako B.J. Wilson (Procol Harum) a studiové hráče Clema Cattiniho a Aynsley Dunbara. Říkalo se, že na Pageově seznamu byl i Ginger Baker. Když však Jimmy Page a manažer Peter Grant viděli Bonhama v červenci 1968 za bicími u Tim Rose v Hampstead (severní Londýn), byli přesvědčeni, že je to on, kdo se hodí pro nový projekt.
Bonham zprvu váhal, zda se připojit ke skupině, navzdory intenzivní kampani. Plant poslal osm telegramů do Bonhamova oblíbeného hostince "Three Men in a Boat" ve Walsall a po nich následovalo čtyřicet telegramů od Granta. Jenomže v tu samou dobu dostával také lukrativní nabídky od zavedených umělců jakými byli Joe Cocker a Chris Farlowe. Nakonec akceptoval Grantovu nabídku. Později vzpomínal: "Rozhodl jsem se, protože se mi líbila více jejich hudba, než Cockerova nebo Farloweova."

Bonhamův znak z alba Led Zeppelin IV

Během prvního amerického turné skupiny Led Zeppelin v prosinci 1968, se Bonham spřátelil s bubeníkem skupiny Vanilla Fudge, kterým byl Carmine Appice. Appice mu představil bicí značky Ludwig, které pak Bonham používal po zbytek své kariéry. Bonham používal nejdelší a nejtěžší dostupné paličky (velikost 2B), kterým říkal "trees" (stromy). Jeho tvrdý styl hry se uplatnil v mnoha skladbách Led Zeppelin, včetně "Immigrant Song" (Led Zeppelin III), "When the Levee Breaks" (Led Zeppelin IV / ), "Kashmir" (Physical Graffiti), "The Ocean" (Houses of the Holy) a "Achilles Last Stand" (Presence). Studiová nahrávka skladby "Misty Mountain Hop" perfektně dokazuje jeho smysl pro dynamiku, podobně jako to předvedl perfektní hrou na "No Quarter." Na několika kouscích z pozdějších alb se Bonham přiklání spíše ke hře na bicí ovlivněné stylem funk a latinskoamerickou hudbou. Písně jako "Royal Orleans" a "Fool in the Rain" jsou toho dobrými příklady.
Jeho slavné sólo na bicí, nejprve známé jako "Pat's Delight", později přejmenované na "Moby Dick", často trvalo půl hodiny a pravidelně v něm Bonham používal holé ruce, aby dosáhl různých zvukových efektů.

### Smrt
Dne 25. září 1980 vyzvedl Bonhama asistent Led Zeppelin Rex King, aby se před nadcházejícím turné po Spojených státech zúčastnil zkoušky v Bray Studios. Během cesty do studia Bonham požádal o zastávku na snídani, kde zdolal čtyři čtyřnásobné vodky (zhruba 473 ml). Když přijel na zkoušku, pokračoval v pití. Zkouška skončila pozdě v noci a tak se celá skupina odebrala do Pageova domu, The Old Mill House v Cleweru (Windsor). Po půlnoci Bonham upadl do spánku a tak byl přesunut do postele, ve které spával. Benji LeFevre (který nahradil Richarda Colea jako manažer Led Zeppelin pro turné) a John Paul Jones ho pak příští den odpoledne našli mrtvého. Bylo mu 32 let.
Několik týdnů po pitvě bylo oznámeno, že 24 hodin před svou smrtí John Bonham zkonzumoval čtyřicet odlivek vodky, čímž si přivodil plicní edém: zavodnění plic způsobené vdechnutím zvratků. Výsledek vyšetřování nešťastné smrti byl zveřejněn 27. října. Pitva nenašla v Bonhamově těle žádné stopy drog. John Bonham byl zpopelněn 12. října 1980 a pohřben na hřbitově v Rushock, Worcestershire. Na jeho náhrobku je nápis:

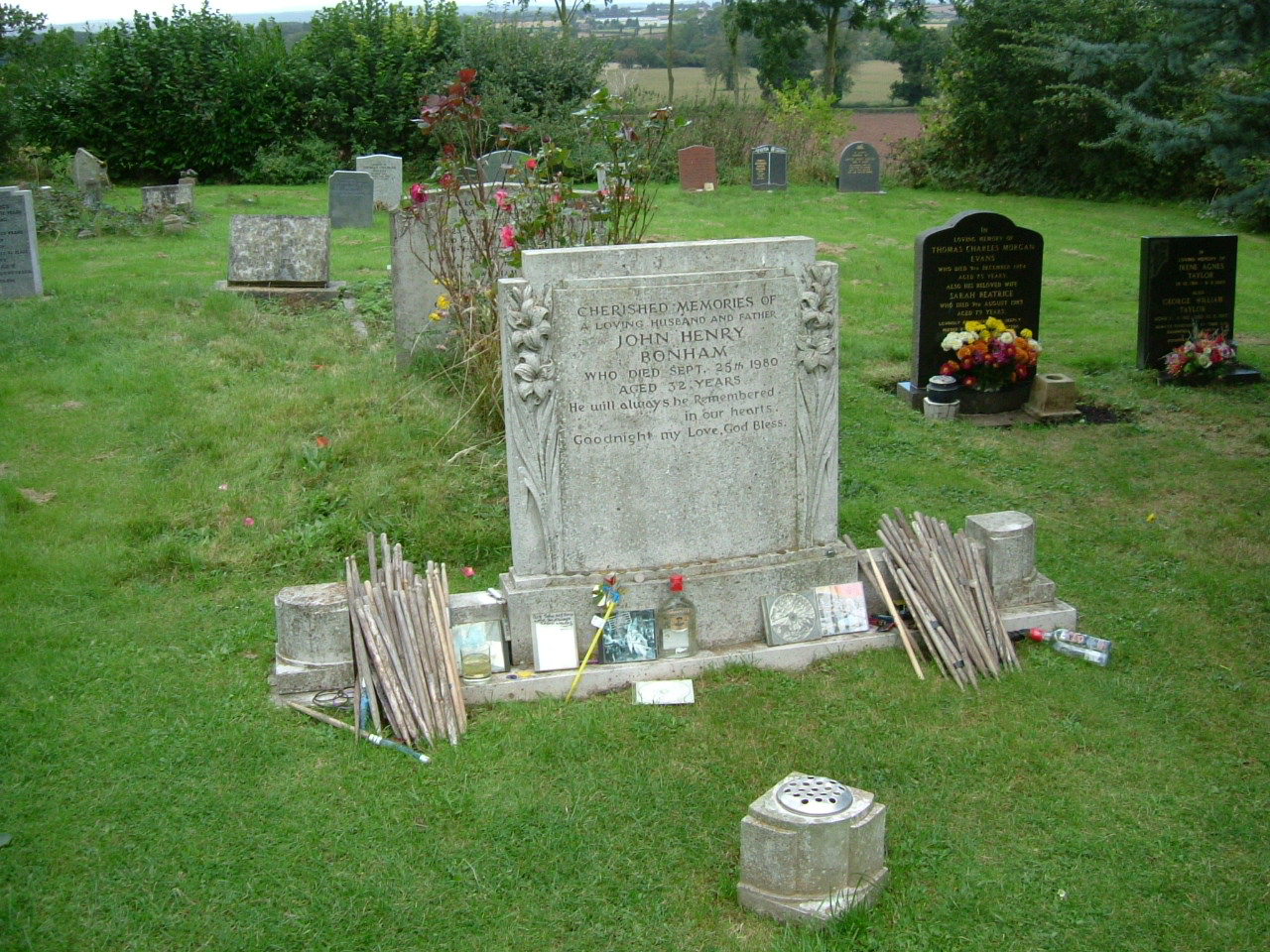
Hrob Johna Bonhama

Cherished memories of a loving husband and father,

John Henry Bonham

Who died Sept. 25th 1980.

aged 32 years.

He will always be remembered in our hearts,

Goodnight my Love, God Bless.

Vzpomínejte s láskou na milujícího manžela a otce,

Johna Henry Bonhama

který zemřel 25. září 1980.

stár 32 let.

Bude navždy v našich srdcích,

dobrou noc má Lásko, Bůh ti žehnej.

Navzdory mediálním dohadům, že bubeníci Cozy Powell, Carmine Appice, Barriemore Barlow, Simon Kirke nebo Bev Bevan a mnoho dalších by měli Bonhama nahradit, zbývající členové se rozhodli po Bonhamově smrti skupinu Led Zeppelin rozpustit. Dne 4. prosince 1980 vydali tiskové prohlášení stvrzující, že skupina nebude pokračovat bez svého bubeníka. "Přejeme si, aby vešlo ve známost, že ztráta našeho drahého přítele a ohled na jeho rodinu, společně se smyslem pro nedělitelnost, který cítíme společně s naším manažerem, nás dovedly k rozhodnutí nepokračovat v činnosti skupiny." Prohlášení bylo podepsáno prostě "Led Zeppelin".
V roce 2007 se skupina znovu sešla ke společnému koncertu, na němž na bicí hrál Jason Bonham, syn zesnulého Johna.